# Necrologie
Een necrologie is een levensbeschrijving van een overleden persoon, zoals deze vlak na zijn dood verschijnt in een tijdschrift of dagblad.
Het schrijven van een necrologie of overlijdensbericht vergt tijd, vooral als het om een publiek persoon gaat. Omdat er weinig tijd is voor diepgravend onderzoek - het moet vaak de dag na het overlijden al verschijnen - kunnen er vergissingen worden gemaakt. Van Mark Twain en Alfred Nobel verschenen overlijdensberichten terwijl ze nog in leven waren; de eerste kon erom lachen ("The report of my death was an exaggeration"), de tweede las in de krant hoe hard er over hem werd geoordeeld, besloot zijn reputatie te verbeteren en stelde de Nobelprijzen in.
Om vergissingen te vermijden, is het gebruikelijk dat necrologieën soms vooraf worden geschreven, soms jaren voordat het "zover is". Als zich in de tussentijd nieuwe feiten voordoen zal de tekst moeten worden aangepast. Kranten hebben veel necrologieën "op de plank liggen".